# Sinfonía n.º 89 (Haydn)

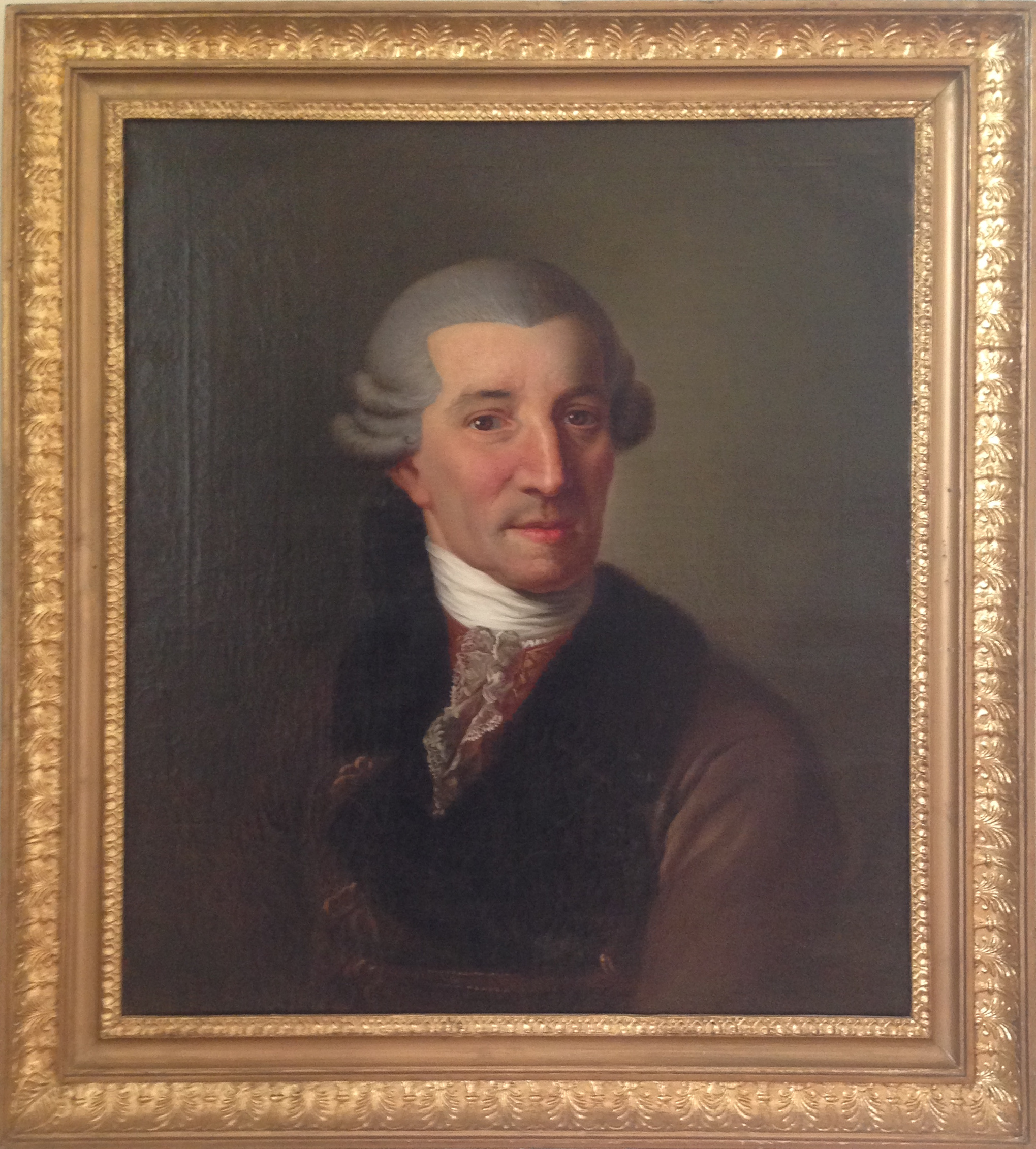
Haydn en 1785.

La Sinfonía n.º 89 en fa mayor, Hob. I:89, también conocida como Letra W, fue compuesta por Joseph Haydn en 1787.

## Historia
La producción sinfónica del maestro austríaco puede dividirse a grandes rasgos en tres bloques temporales: el primer bloque (1757-1761) se corresponde con su periodo al servicio del conde Carl von Morzin (n.º 1 - n.º 5); el segundo bloque en la corte Esterházy (1761-1790 pero con la última sinfonía para el público de Esterházy en 1781); y el tercer bloque (1782-1795) comprende las Sinfonías de París (n.º 82 - n.º 87) y las Sinfonías de Londres (n.º 93 - n.º 104). El 1 de mayo de 1761 el compositor firmó su contrato como vice-kapellmeister (más tarde kapellmeister) de la familia Esterházy, que nominalmente duró 48 años, hasta su muerte.
La composición de esta pieza se desarrolló en 1787. Se conserva la partitura manuscrita autógrafa. Las Sinfonías n.º 88 y 89 fueron escritas en 1787 para el violinista Johann Peter Tost, un antiguo miembro de la orquesta de Esterházy que había triunfado como virtuoso en París. Tost también era un hombre de negocios no muy de fiar. Vendió los derechos de publicación de estas dos sinfonías, junto con los Cuartetos de cuerda Op. 54 y 55 de Haydn y otras piezas musicales (incluida una obra del compositor Adalbert Gyrowetz que Tost hizo pasar por Haydn) al editor Sieber de París, y luego se olvidó de enviar el pago de 300 florines a Haydn.
A su regreso de su primer viaje a París, Haydn se encontró con un príncipe Nicolás envejecido y, por tanto, con una reducida demanda de sus servicios. Tras haber saboreado la fama internacional, estaba ansioso por aventurarse de nuevo en el mundo y, a instancias del promotor londinense Johann Peter Salomon, emprendió la planificación de un viaje a Inglaterra. Entre tanto, el maestro seguía componiendo al servicio de Esterházy. Fue durante este tiempo de relativa inactividad cuando elaboró la Sinfonía n.º 89.
El sobrenombre Letra W hace alusión a un antiguo método de catalogación de la producción sinfónica de Haydn. 

## Instrumentación
La partitura está escrita para una orquesta formada por:
- Viento madera: 1 flauta, 2 oboes y 2 fagotes.
- Viento metal: 2 trompas.
- Cuerda: una sección de cuerdas con 2 violines, viola, violonchelo y contrabajo.

En cuanto a la participación del clavecín como bajo continuo en las sinfonías de Haydn existen diversas opiniones entre los estudiosos: James Webster se sitúa en contra; Hartmut Haenchen a favor; Jamie James en su artículo para The New York Times presenta diferentes posiciones por parte de Roy Goodman, Christopher Hogwood, H. C. Robbins Landon y James Webster. A partir de 2019 la mayor parte de las orquestas con instrumentos modernos no utiliza el clavecín como continuo. No obstante, existen grabaciones con clavecín en el bajo continuo realizadas por: Trevor Pinnock (Sturm und Drang Symphonies, Archiv, 1989-1990); Nikolaus Harnoncourt (n.º 6–8, Das Alte Werk, 1990); Sigiswald Kuijken (incluidas las Sinfonías de París y Londres; Virgin, 1988-1995); Roy Goodman (Ej. n.º 1-25, 70-78, 82-87; Hyperion, 2002).

## Estructura y análisis
La sinfonía consta de cuatro movimientos:
- I. Vivace, en fa mayor 4
4
- II. Andante con moto, en do mayor 6
8
- III. Menuet. Allegretto – Trio, en fa mayor 3
4
- IV. Finale. Vivace assai, en fa mayor 2
4

La interpretación de esta obra dura aproximadamente entre 20 y 25 minutos. Los movimientos segundo y cuarto están basados en un Concierto para dos liras organizatas en fa mayor, Hob. VIIh:5, que compuso Haydn en 1786, dos años antes de esta obra, para Fernando I de las Dos Sicilias, rey de Nápoles. Para acomodarlos a otras orquestas, Haydn había arreglado sus Conciertos para lira para ser tocados por flauta y oboe como instrumentos solistas, en lugar de las dos liras. Se hicieron sustituciones similares adaptando los movimientos a la forma sinfónica, confiriéndole a la obra un indudable carácter de banda de viento. En cierto sentido, la obra representa un cambio con respecto a las poco ambiciosas "grandes sinfonías", números 82 a 87, que Haydn escribió durante su viaje a París y que parecen reflejar su inseguridad al enfrentarse a un nuevo público y a una nueva cultura. Es quizás un Haydn más relajado y menos consciente de sí mismo que el de aquellas obras.

### I.Vivace
El primer movimiento, Vivace, está escrito en la tonalidad de fa mayor, en compás de 4/4 y sigue la forma sonata. Se inicia con cinco acordes en staccato y en forte, seguidos por una fluida melodía en piano. La sección de desarrollo mantiene el orden temático de la exposición, pero desarrolla la estructura armónica. A continuación, llega la recapitulación, en la que la música permanece en la tónica, pero se desarrollan los propios temas. Esto propicia el efecto de intercambio melódico entre las secciones de desarrollo y recapitulación, mientras mantienen sus papeles armónicos. Este efecto había sido usado previamente por Haydn, en su Sinfonía n.º 75.
Durante este periodo Haydn seguía manteniendo su estrecha amistad con Mozart, y ambos pasaban a menudo horas juntos, tocando música e intercambiando ideas. La influencia del joven compositor puede percibirse en parte de la orquestación. Un ejemplo sería el ladrido del fagot en el primer movimiento, un recurso que Mozart empleaba con frecuencia, mientras que Haydn no lo hacía con regularidad. También hay una transición en remolino hacia la mitad del Vivace de siete minutos que recuerda inquietantemente a pasajes de Mozart.

### II.Andante con moto
El segundo movimiento, Andante con moto, está en do mayor y en compás de 6/8. El movimiento lento es pausado y majestuoso. Contiene las sorpresas rítmicas típicas de Haydn, aunque sigue siendo convencional desde el punto de vista armónico. Se trata de un siciliano con un tema fluido. Debido a los orígenes del movimiento como concierto para lira, instrumento que tan solo puede tocar en unas cuantas claves, este es uno de los movimientos en siciliano más sencillos de Haydn.

### III.Menuet. Allegretto– Trio
El tercer movimiento, Menuet. Allegretto – Trio, está en fa mayor y en compás de 3/4. El minueto es, en algunos aspectos, un retorno al estilo barroco, con sus toques de trompa al estilo de Bach, una serpenteante línea de bajo continuo y un contrapunto complejo que, por momentos, se asemeja incluso a la polifonía barroca. El papel predominante lo tienen los vientos y no existe otro caso de minueto sinfónico en el que comience la sección de viento en solitario. El trío realza el papel de la flauta.  

### IV.Finale.Vivace assai
El cuarto y último movimiento, Finale. Vivace assai, retoma la tonalidad inicial y el compás de 2/4. El Finale también deriva de un concierto para lira anterior. El final ternario del concierto se prolonga en un rondó (forma ABACA) con una extensa coda para la sinfonía. El segundo episodio nuevo es una sección contrapuntística en fa menor que es bastante turbulenta y confiere una dimensión sinfónica al movimiento que estaría fuera de lugar en el concierto del que procede. En el tema principal Haydn emplea una marca musical inusual cuando la apertura vuelve a producirse en el segundo punto de tensión - strascinando - que exhorta a los instrumentistas para que arrastren el comienzo de este tema cuando vuelve a aparecer. 
El Finale está lleno de sencillos golpes y efectistas contrastes dinámicos. El movimiento tiene ímpetu, aunque no hay sobresaltos exagerados ni notas abruptas, que no estaban lejos en el futuro de Haydn, pero aún no están aquí. El segundo tema proporciona un pasaje excitante entre la introducción y la recapitulación. Se trata de uno de los finales más ambiciosos que Haydn había creado hasta la fecha y lleva la pieza a una conclusión satisfactoria.